# Yakama
Unter der historischen Bezeichnung Yakama (bis 1994 Yakima genannt) versteht man eine Stammesgruppe sprachlich-kulturell eng verwandter fünf (ursprünglich sechs) Bands des Columbia River Plateau im Pazifischen Nordwesten der Vereinigten Staaten, deren Stammesgebiete ihr Zentrum entlang des Yakima Rivers (und dessen Nebenflüssen) im Südosten des US-Bundesstaats Washington hatten. Alle sprachen gegenseitig verständliche nördliche Dialekte der Sahaptian-Sprachen (auch Sahaptin, Shahaptian), einer Untergruppe der Plateau Penuti-Sprachfamilie. Neben der gemeinsamen Kultur waren sie daher auch sprachlich eng verwandt mit den ebenfalls Sahaptin-sprachigen Palus (Palouse), Walla Walla, Nez Percé, Umatilla und Cayuse.

## Reservat
Heute bilden sie zusammen mit weiteren Stämmen den auf Bundesebene anerkannten Stamm (federally recognized tribe) der Confederated Tribes and Bands of the Yakama Nation. Die Yakama Indian Reservation umfasst ca. 5.260 km² östlich der Kaskadenkette und liegt am Yakima River nördlich des Columbia River, der größte Teil befindet sich im Yakima County und dem nördlichen Klickitat County, ein kleiner Teil reicht in die südöstliche Ecke des Lewis Countys hinein. Der Stamm wird durch das Yakama Tribal Council (Stammesrat) regiert, in dem die historischen 14 Stämme bzw. Bands durch Abgeordnete repräsentiert werden. Heute gibt es ca. 10.851 Stammesmitglieder (2000 Census) und die Yakama Nation besteht aus Nachfahren folgender Stämme: den Yakama, Klikitat, Palus, Walla Walla, Wanapam, Wenatchi, Wishram und Tenino (Warm Springs). Als Folge des Dawes Act sind die Yakama heute in der Minderheit, denn laut United States Census 2000 lebten insgesamt 32.000 Personen in der Reservation, hiervon waren nach Definition Race und Ethnie beim United States Census 50 % Latino, 26 % Yakama, 23 % Weiße Amerikaner und 1 % Filipino-Amerikaner. Die Yakama stellen nur in der Stadt White Swan (mit ca. 60 % der Bevölkerung) und in Satus (mit ca. 37 % der Bevölkerung) die größte ethnische Gruppe. Jedoch sind sie in der Minderheit in den Gemeinden Parker (20 %), Toppenish (8 %), Wapato (9 %) und Harrah (19 %). Einige Yakama leben außerhalb der Reservation in der Stadt Yakima sowie der angrenzenden Stadt Union Gap, andere im ländlichen Goldendale im Klickitat County südlich der Reservation. Zwecks besserer Jobaussichten und Ausbildungs/Studiumsmöglichkeiten ziehen auch viele Yakama in die zwei nahegelegenen Metropolen: Seattle und Portland.

## Name
Der Name bedeutet, folgt man dem Ethnologen John Reed Swanton, „Ausreißer“ (runaway). Nach Frederick Webb Hodge hießen die Yakama Waptailmin oder Pakiutlema, was „Volk von der Schlucht“ bedeutet. Spokane und Nespelem bezeichneten mit Yah-ah-kama aber nur die Upper Yakima, die auch Kittitas genannt wurden („Felsenleute“). Auch andere Deutungen, wie „großer Bär“ oder „dicker Bauch“ wurden berichtet, so dass letztlich nicht zu klären ist, was der Name bedeutet.

## Stammesgebiete der Yakama
Historisch wurden unter dem Sammelbegriff „Yakima“ (heute Yakama) sprachlich-kulturell eng verwandte fünf (ursprünglich sechs) regionale Bands im Einzugsgebiet des Yakima Rivers (in Yakama: Tapteal) verstanden, deren Stammesgebiete größtenteils östlich der Kaskadenkette lagen, im Süden entlang der nördlichen Nebenflüsse des Columbia River (in Yakama: Nch’i-Wána – „großer Fluss“) (wo die Yakama-Bands oftmals in zweisprachigen Dörfern zusammen mit Südlichen/Columbia River Sahaptin-sprachigen Bands lebten: Umatilla, Skin-pah/Skin, Tenino/Warm Springs), im Südwesten entlang des Lower Snake River und Columbia River (hier lebten Yakama-Bands ebenfalls in zweisprachigen Dörfern zusammen mit Lower Snake River Sahaptin-sprachigen Lokalgruppen (Dorfgruppen) der Chamnapam/Chamná-pam („Volk aus [der Siedlung] Chamná“), der Wauyukma („[Volk aus der Siedlung] Wawyuk'má“) und der Naxiyampam/Naxiyamláma), im Nordosten reichten sie bis zum Wenatchee River (einige hier lebende Bands der Binnen-Salish-sprachigen Wenatchi übernahmen auf Grund oftmaliger Heiraten bald das Sahaptin als Sprache), im Norden bis zu den Seen Cle Elum Lake, Kachess Lake und Keechelus Lake am Oberlauf des Yakima River (mit den direkt nordwestlich lebenden Küsten-Salish-sprachigen Snoqualmie unterhielten sie familiäre Bande), im Westen über die Kaskadenkette hinweg bis zum Oberlauf des Cowlitz River, Lewis River und des White Salmon River (wo ebenfalls familiäre Bande zu den Lower Cowlitz und Wasco und Wishram bestanden).
Wichtigste Fischgründe und jährliche Treffpunkte vieler Stämme des Plateaus (Sahaptin-Völker, Binnen-Salish) und der Nordwestküste (Küsten-Salish, Lower und Upper Chinook) befanden sich meist an verengten Flusstälern oder Wasserfällen, da die Lachse und andere Fische sich hier leichter mittels Fischwehren, Stangen und Kescher fangen ließen: Celilo Falls (Horseshoe Falls) (in Sahaptin: Wayám/Wyam – „Echo des herabstürzenden Wassers“, „Klang, wenn Wasser auf Felsen stürzt“) und das etwa 12 Meilen flussabwärts gelegene The Dalles entlang des Middle Columbia waren hierunter die bedeutendsten und zudem gleichzeitig die Grenze der beiden Kulturareale – westlich hiervon verständigten sich die Stämme mittels der Handelssprache Chinook Wawa, bei Celilo Falls (Heimat der Sk’in-pa / Sk'in Band sowie der Wyam (Wayámɫáma) Band der Tenino/Warm Springs) und The Dalles (Heimat der Upper Chinook (Kiksht)-sprachigen Wasco und Wishram sowie der Tinainu (Tinaynuɫáma) Band der Tenino/Warm Springs) sowie ostwärts landeinwärts war das Sahaptin dominierend. Weitere bedeutende Lachsfanggründe waren: Cascade Falls, Priest Rapids und Rock Island Rapids am Middle Columbia River sowie die Wenatshapam Fishery nahe der heutigen Stadt Wenatchee, weniger bedeutende befanden sich im Yakima River Valley: bei Selah am Wenas Creek, Soo-nooks am Tieton River, Prosser Falls (in Yakama: Tapteil, Tap tut, Toptut – „Stromschnellen, Fälle“) am Yakima River sowie am Kachess Lake („mehr Fische“) und Keechelus Lake („wenige Fische“) am Oberlauf des Yakima River (Hunn 1990). Alle bedeutenden Fischgründe sind zwischenzeitlich auf Grund der Errichtung von Talsperren (von 1938 bis 1973) zur Trinkwasserversorgung, Energieerzeugung, Betriebswasserversorgung (Industrie und Landwirtschaft), Hochwasserschutz und Schiffbarmachung der Flüsse unter mehreren riesigen Stauseen verschwunden – und gleichzeitig eine jahrhundertealte indigene Kultur.

## Bands der Yakama
- Lower Yakama / eigentliche Yakama oder Mámachatpam:[10] Ihr Stammesgebiet befand sich generell östlich der Kaskadenkette im Einzugsgebiet des Unterlaufs des Yakima Rivers, sie wurden daher auch Lower Yakima genannt, als größte Gruppe der Yakama werden sie oftmals als eigentliche Yakama bezeichnet. Ihr Gebiet erstreckte sich von der heutigen Stadt Selah am Wenas Creek im Norden – unmittelbar nördlich des heutigen Yakima – bis in die Gegend rund um das heutige Prosser im Süden. Alle wichtigen Flüsse in diesem Gebiet – wie der Naches River, Ahtanum Creek, Toppenish Creek und Satus Creek sind Nebenflüsse des Yakima Rivers. Die einzelnen Bands wurden nach den Flüssen benannt, an denen sie ihre Hauptlager hatten.
  - Síla-ħlama („Volk entlang des ruhigen Wassers, d. h. Selah“, entlang des Yakima River, zwischen dem Wenas Creek und dem Umtanum Creek, nördlichste Lower Yakama Band)
  - Wínas-ħlama („Volk entlang des Wenas Creek“, dieser bildete ungefähr die Grenze zwischen den Upper Yakama und Lower Yakama Bands)
  - Nahchísh-ħlama („Volk entlang des tosenden Wassers, d. h. Naches River“, entlang des Tieton River sowie des Naches River, Letzter ist der größte Nebenfluss des Yakima River)
  - Tkaíwaichaś-ħlama (entlang des Cowiche Creek)
  - Átanŭm-ħlama („Volk entlang des Ahtanum Creek“, eines rechten Nebenflusses des Yakima River, oberhalb der Ahtanum Ridge westlich der heutigen Stadt Union Gap mündet dieser in den Yakima River; die Pa'kiut'-ħlama werden entweder als eigenständige Lower Yakama Band oder als bedeutende Untergruppe der Átanŭm-ħlama betrachtet.)
  - Sí-ħlama (entlang des Yakima River oberhalb der Einmündung des Toppenish Creeks)
  - Pa'kiut'-ħlama („Volk von der Schlucht; wörtlich: Volk vom Ort, wo die Bergspitzen zusammenkommen, d. h. eine Schlucht bilden“, im Tal zwischen Ahtanum Ridge und Rattlesnake Ridge befand sich ihr Hauptdorf Pa'kiut („Hügel beieinander / Schlucht“); daher wurde die Eigenbezeichnung Pa'kiut'-ħlama der Bewohner des Dorfes von den Europäern als Pah-quy-ti-koot-lema /Pakiutlema bald auf alle Lower Yakama und benachbarte Bands übertragen; manchmal werden sie nur als eine Untergruppe der Átanŭm-ħlama betrachtet.)
  - Písko-ħlama („Volk des Beifuß“, auch als Pisko-pum bekannt, der Toppenish-Ebenen an der Mündung des Toppenish Creek, eines rechten Nebenflusses des Yakima River)
  - Thápnĭś-ħlama („Volk entlang des Toppenish Creek“, eines rechten Nebenflusses des Yakima River nördlich der Simcoe Mountains)
  - Símkoe-ħlama („Volk entlang des Simcoe Creek“ im Gebiet des späteren Fort Simcoe)
  - Se'tas-ħlama („Volk entlang des Satus Creek“)[11]
  - Taptat-ħlama („Volk bei den Stromschnellen, Fällen“, entlang des Yakima Rivers mit einem Hauptfischgrund bei den Wasserfällen von Prosser Falls (in Yakama: Tapteil, Tap tut, Toptut – „Stromschnellen, Fälle“)[12], der heutigen Stadt Prosser)
- Upper Yakama / Kittitas oder Pshwánwapam / Psch-wan-wap-pam („Volk der vielen Felsen [im Fluss], d. h. Volk der Felsen/Berge“): Ihr Stammesgebiet befand sich generell meist nördlich des Wenas Creek und des Selah Creek sowie entlang des Oberlaufs des Yakima Rivers, daher wurden sie zur Unterscheidung von den Yakama Bands am Unterlauf des Flusses oftmals als Upper Yakima bezeichnet. Zudem hatten sie noch die Gebiete rund um den Cle Elum River bis zu den Wenatchee Mountains, inklusive der Seen Cle Elum Lake, Kachess Lake und Keechelus Lake inne.
- Klikatat / Klickitat (eine falsche Transkription ins Englische des Lokativs látaxat für einen wichtigen Fischgrund bei den Fällen des Klickitat Rivers oder von ládaxat, einem Upper Chinook (Kiksht)-Wort für ein Klickitat-Dorf mit ebenfalls hier ansässigen Kiksht-sprachigen Wishram)[13] oder Xwálχwaypam / Qwû'lh-hwai-pûm / X̣ʷáɬx̣ʷaypam („Prairie Volk“ oder „Volk aus dem Dorf χwálχway (Steller‘s Jay‘)“, am Zusammenfluss von Klickitat und Little Klickitat River): Ihr Stammesgebiet befand sich nördlich des Columbia River in den Flusstälern und Prärien des Oberlaufs des Cowlitz, Lewis und Klickitat Rivers sowie entlang des White Salmon, Little White Salmon und Wind Rivers; ihre Winterlager befanden sich entlang des Unterlaufs des Klickitat und White Salmon Rivers, die Lewis and Clark Expedition traf Klikatat / Klickitat in Winterlagern entlang des Yakima und Klickitat Rivers. Zudem teilten sie lt. Lewis und Clark Siedlungsplätze entlang der Mündung der genannten Flüsse am Nordufer des Columbia Rivers mit Upper Chinook (Kiksht)-sprachigen White Salmon Band der Hood River Wasco. Im Sommer und Herbst befanden sich ihre Lager entlang des White Salmon-Lewis River-Wasserscheide, oftmals zusammen mit anderen Sahaptin-sprachigen Bands vom Yakima River oder weiter ostwärts vom Pine Creek am Columbia River. Der nach ihnen benannte Klickitat Trail war eine bedeutende Handelsroute, der das östliche Stammesgebiet der Yakama-Gruppen mit dem Handelsposten der Hudson Bay Company in Fort Vancouver (errichtet 1824) im damaligen Oregon Country verband. Ihre nächsten Verwandten waren die westlich der Kaskadenkette wohnenden Cowlitz Klickitat oder Taitnapam / Taidnapam.
- Cowlitz Klickitat, Lewis River Klickitat Band oder Taitnapam / Taidnapam / Táitinpam („Volk vom Tieton River“), später fälschlich Upper Cowlitz oder Lewis River Cowlitz, manchmal auch Lewis River Chinook genannt: Ihr Stammesgebiet lag oberhalb des heutigen Mossyrock im Flussgebiet des Upper Cowlitz River (shch'il), dessen Nebenflüssen Cispus River (shíshpash) und Tilton River (lalálx) sowie entlang des Lewis River (eines Nebenflusses des Columbia Rivers) – das Gebiet ist stark von aktiven und erloschenen Vulkanen geprägt – wie dem Mount St. Helens (Lawetlat'la, in Klickitat: Loowit; beides: „Feuer-Berg“/„der rauchende Berg“), Mount Rainier (Talol; Tacoma, Tahoma) sowie Mount Adams (Pahto, Pa-toe, Paddo – „(sehr) hoch (aufragender) Berg“; auch: Klickitat) die die Mythenwelt der dort lebenden Stämme stark prägten. Laut ihrem Namen Taitnapam und Überlieferung stammten sie ursprünglich vom Tieton River (in Yakama: Táitin), dem Stammesgebiet der Nahchísh-ħlama, einer Band der Lower Yakama/eigentlichen Yakama östlich der Kaskadenkette. Die Taitnapam hatten starke sprachliche sowie familiäre Bande zu ihren Verwandten östlich der Kaskadenkette – speziell den Nahchísh-ħlama der Lower Yakama und den Klikatat / Klickitat – die sie mittels bekannter Bergpässe (Carlton, Cowlitz, Tieton und Cispus u. a.) zwecks Handels oder Stammeszusammenkünften aufsuchten; zudem unterschieden sie zwischen den Áypaχ-pam („Volk in den Ebenen“, d. h. den Lower Yakama) und den flussabwärts lebenden T‘lkwi‘lipam / λ’kwílipam (Salish-sprachigen Lower Cowlitz) – zu denen sie zwar ebenfalls familiäre Bindungen hatten (und daher das ganze Territorium der Lower Cowlitz am Unterlauf bis zum Columbia River nutzen konnten), jedoch trotzdem als ein anderes Volk ansahen.
  - Qw’:ltɫa’ma / Qwiilt-lá-ma (hatten die Mossyrock Prairie nahe der Stadt Mossyrock inne)
  - Lalalxɫa’ma / Lalalx-lá-ma (ihr Hauptdorf lalálx befand sich an der Mündung des Tilton River, der ebenfalls lalálx genannt wurde)
  - Wasaɫa’ma (lebten in der Gegend der heutigen Kleinstadt Morton südwestlich des Mount Rainier)
  - Nucnu:ɫa’ma (lebten im Cowlitz Canyon)
  - Sw:ktsw'ktɫa’ma / Swikt-swikt-lá-ma (lebten in der Gegend rund um das heutige Nesika, Washington, sowie im nahen Steel Canyon, den Winters Mountain und Green Mountain)
  - K’wpɫa’ma (lebten bei den Cowlitz Falls des Cowlitz River, die einen wichtigen Fischgrund bildeten)
  - Cicpacɫa’ma (lebten entlang des Cispus River, wurden nach ihrem Hauptdorf 15 Meilen flussaufwärts und neun Meilen südlich der Gemeinde Randle benannt, Letztere liegt am Cowlitz River ca. 4 Meilen nördlich des Cispus River und dient als nordöstlicher Zugang zum Mount St. Helens)
  - Qiyanxuɫa’ma / Q'iyanxw-lá-ma (lebten entlang des Cowlitz River, ca. 7 Meilen westlich der Gemeinde Kiona, Washington)
  - Ca’q’kɫa’ma / Shíq'k-lá-ma (lebten entlang des Kiona Creek, einem Nebenfluss des Cowlitz River)
- Wanapum / Wánapam („Fluss Volk“): Ihr Stammesgebiet befand sich einst südlich der Saddle Mountains beiderseits des Columbia Rivers flussabwärts bis zur Einmündung des Snake River, bedeutendster Siedlungsplatz sowie Fischgrund war die Flussenge bei Priest Rapids, ein Großteil der ursprünglichen Wohn- und Fischgründe der Wánapam ist jedoch vom Stausee Priest Rapids Lake zwischen dem heutigen Priest Rapids Dam im Süden und dem Wanapum Dam im Norden überflutet[14]. Heute leben noch ca. 60 Wánapam in der Nähe des heutigen Priest Rapids Dams. Historisch wurden sie auch „So-kulks (Sokulks)“ genannt – wurden hierdurch jedoch oft mit ihren direkten östlichen Nachbarn der „Lower Palouse (Palus) Band“[15] der Palouse (Palus) verwechselt, die entlang des Lower Snake River bis zur Mündung in den Columbia River nahe der Tri-Cities lebten, da diese ebenfalls „So-kulks (Sokulks)“ genannt wurden.
- Mishalpam oder Mical-ɫa’ma („Eatonville Volk“, wörtlich: „Volk am Mashel River“), später Upper (Mountain) Nisqually genannt, heute meist als Meshal / Me-Schal / Mashel / Mica'l Band of Nisqually bezeichnet: Ihr Stammesgebiet lag meist westlich der Kaskadenkette nordwestlich der Klikatat / Klickitat entlang des Mashel River, des Oberlaufs des Nisqually River und Puyallup Rivers und reichte bis zum Mount Rainier (Talol/Tacoma/Tahoma) („größer als Mount Baker“), teilten sich zudem Gebiete im Ohop Valley im Pierce County (im Gebiet der heutigen Städte Eatonville und Roy) mit den benachbarten und verwandten Klikatat / Klickitat – ihr Hauptdorf war Basha’labsh am Meshal River, eines Nebenflusses des Nisqually Rivers, nahe der heutigen Gemeinde La Grande, Washington. Heirateten in die flussabwärts (somit westlich und näher zur Küste ansässigen) benachbarten Südliches Lushootseed (Twulshootseed)-sprachigen Nisqually (Squalli-Absh / Sqʷaliʼabš) („Volk des Graslandes“) ein, die zu den Küsten-Salish zählten, und hatten spätestens im 19. Jahrhundert das Sahaptin zugunsten von Nisqually/Sqʷaliʼabš aufgegeben.[16][17] Häuptling Leschi (1808 – gehängt 19. Februar 1858) stammte aus dem Hauptdorf Basha’labsh[18] und hatte eine Yakama als Mutter. Er war einer der bedeutendsten Anführer während des Puget-Sound-Kriegs (1855 und 1856), als eine Stammesallianz aus Küsten-Salish (Nisqually, Puyallup (S’Puyalupubsh) und Muckleshoot (Buklshuhls)) und mit diesen oftmals verwandten Sahaptin (Mishalpam, Klikatat / Klickitat und einige Yakama) um ihre Landansprüche in Washington kämpfte.

Um 1780 schätzte man ihre Zahl auf rund 3.000, womit die Yakama der größte Stamm dieser Sprachgruppe waren.

## Geschichte

### Frühgeschichte
Ihre Überlieferung weiß von einer Großen Flut und Propheten, die, nachdem sie drei Tage tot waren, wiederkehrten. Auch erwarteten sie schwarz gekleidete Männer, die später mit den Missionaren in Verbindung gebracht wurden. Dies könnte aber auch ein Hinweis auf Kontakte mit Missionaren aus dem spanischen Teil Nordamerikas sein.
Ursprünglich waren die Yakima / Yakama Bands sesshaft. Sie lebten in kleinen Dörfern in mit Rinde bedeckten Holzhäusern. Sie bauten neben Kartoffeln, Erbsen, Mais, Bohnen und Kürbissen auch Pflaumen, Pfirsiche und Artischocken an. Besonders wichtig war der Fischfang. Dieser basierte weitgehend auf der Lachssteige im Herbst und der Karpfensteige im Frühling. Zu dieser Zeit zogen ganze Dörfer an die Flüsse und Bäche. Außerdem jagten sie, wobei der Elch als heiliges Tier galt und daher nicht angetastet wurde. Möglicherweise gelangten sie um 1730 durch Vermittlung der Cayuse an spanische Pferde, was ihr Leben stark veränderte.
Sie gingen nun verstärkt auf Büffeljagd, wenn auch nicht in dem Ausmaß, wie die Binnen-Salish, oder wie die Nez-Percé, die mit den Yakama sprachlich verwandt sind.
1806 begegneten Yakama der Lewis-und-Clark-Expedition, die mit 40 Bewaffneten im Auftrag von Präsident Thomas Jefferson das Land erkundete. Es folgten in den 1820er Jahren Pelzhändler, dann Goldsucher und Siedler.

### Missionare (ab 1841)
Die ersten Missionare von 1841 hatten wenig Erfolg, im Gegenteil kam es am 29. November 1847 zum so genannten Whitman-Massaker an den Methodistenmissionaren Marcus und Narcissa Whitman und weiteren Missionaren, und auch die Oblatenmission unter Pater Pandosy scheiterte. Doch folgten 1852 neuerlich Oblaten, die die St. Josephs-Mission einrichteten. Die ersten Siedler, die 1851 das Gebiet der Yakama durchquerten, brachten die Pocken mit.

### Vertrag von Walla Walla und Errichtung der Reservation (1855)
Am 9. Juni 1855 erzwang die Regierung des Washingtoner Territoriums einen Vertrag, der in Walla Walla unterzeichnet wurde. Die Regierung zwang ohne große Rücksicht auf traditionelle Siedlungsgebiete, sprachliche und kulturelle Unterschiede oder Animositäten zwischen den verschiedenen Stämmen den Vertrag zu unterzeichnen, in die für sie vorgesehene Reservation zu ziehen und dort eine gemeinsame Stammesverwaltung aufzubauen, um als nun konföderierte Stämme auf Bundesebene als eine Nation gegenüber der US-Regierung auftreten zu können. Im Vertrag von Walla Walla wurden folgende 14 Stämme bzw. Bands als Teil der konföderierten Yakama anerkannt (die Schreibweise folgt der Listung im Vertrag, so dann wurde der Yakama-Name ergänzt, die ethnisch-sprachliche Zugehörigkeit sowie die unterzeichnenden Häuptlinge, Quellen: Relander 1962, Rigsby 1965, Schuster 1975):
| Stamm              | Yakama-Name, ethnisch-sprachliche Zugehörigkeit | unterzeichnender Häuptling                                     |
| ------------------ | --- | -------------------------------------------------------------- |
| 1. Yakama          | Mámachatpam (Lower Yakama/eigentl. Yakama) und Pshwánwapam /Psch-wan-wap-pam (Upper Yakama/Kittitas), Nordwestliches Sahaptin | Kamiakin/Kamaiakun (k’amáyaqan), Skloom, Owhi (áwχay), La-hoom |
| 2. Palouse (Palus) | Pelúuspem, Palus (Palouse), Nordöstliches Sahaptin | Kamiakin, Koo-lat-toose/Kah-lat-toose/Klah-toosh               |
| 3. Pisquouse       | Wináatshapam; Sinpusqôisoh Band der Wenatchi (daher früher: P'squosa genannt), Columbia-Wenatchi-Salish |                                                                |
| 4. Wenatshapam     | Wináatshapam; Sinpusqôisoh Band der Wenatchi (daher früher: P'squosa genannt), Columbia-Wenatchi-Salish |                                                                |
| 5. Klikatat        | Xwálχwaypam oder L'ataxat (Klikatat/Klickitat, werden allg. den Yakama zugerechnet), Nordwestliches Sahaptin | Sla-kish                                                       |
| 6. Klinquit        | nicht identifiziert |                                                                |
| 7. Kow-was-say-ee  | Kkáasu-i oder K'kasawi; eine Band der Tenino (Warm Springs) oder der Sk'in/Sawpaw Band, Südliches Sahaptin oder Columbia River Sahaptin |                                                                |
| 8. Li-ay-was       | nicht identifiziert |                                                                |
| 9: Skin-pah        | Sk'in-ħlama; Sk’in-pa, Sk'in oder Sawpaw Band, manchmal als eine Band der Tenino (Warm Springs) betrachtet, Südliches Sahaptin oder Columbia River Sahaptin | Me-ni-nock (manáynik), Tuck-quille/Tah-kill                    |
| 10. Wish-ham       | Wíshχam; Wishram, Upper Chinook (Kiksht) | Wish-och-kmpits, Ka-loo-as/Colwas, Schna-noo-as/Sonnewash      |
| 11. Shyiks         | nicht identifiziert |                                                                |
| 12. Oche-chotes    | Uchi'chol; eine Band der Tenino (Warm Springs) oder der Sk'in/Sawpaw Band, Südliches Sahaptin oder Columbia River Sahaptin |                                                                |
| 13. Kah-milt-pah   | Kahmiltpah, Q’míl-pa oder Qamil'lma/Qamil-ħlama; wahrscheinlich die sog. „Rock Creek Band“ / K'ami'lpu' Band, evtl. jedoch ursprünglich eine Wenatchi Band mit engen familiären Bindungen zur Upper Yakama/Kittitas Band, daher Südliches Sahaptin/Columbia River Sahaptin oder (als Wenatchi /Upper Yakama Band betrachtet) später Nordwestliche Sahaptin | Shee-ah-cotte                                                  |
| 14. Se-ap-cat      | Si'apkat, evtl. ursprünglich eine Wenatchi Band mit engen familiären Bindungen zur Upper Yakama/Kittitas Band, übernahmen das Nordwestliche Sahaptin |                                                                |

Andere Listungen der Stämme folgen der Schreibweise des Yakama Nation Museum: Palouse, Pisquose, Yakama, Wenatchapam, Klinquit, Oche Chotes, Kow way saye ee, Sk'in-pah, Kah-miltpah, Klickitat, Wish ham, See ap Cat, Li ay was und Shyiks oder des Yakima Valley Museum: Klikatat, Klinquit, Kah-milt-pah, Kow-was-say-ee, Li-ay-was, Orche-chotes, Palouse, Pisquose (Wenatchi), Se-ap-cat, Shyiks, Skin-pah, Wenatshapam, Wishram und Yakama (Upper and Lower Bands).
Die unterzeichnenden Häuptlinge unterschrieben oftmals für mehrere Bands bzw. Stämme, da sie durch Heiraten, Fischrechte oder militärische Überlegenheit, sich berufen fühlten, im Namen dieser Stämme den Vertrag ebenfalls zu unterzeichnen; unter den Häuptlingen waren:
- Kamaiakin / K’amáyaqan (auch: Kamaiakun): war der von den Stämmen bestimmte Sprecher während der Vertragsverhandlungen – jedoch nicht deren Oberhäuptling (wie von den Amerikanern gerne angenommen); er hatte väterlicherseits Nez Perce und Spokane-Vorfahren (nach anderer Quelle war sein Vater Palus) und mütterlicherseits Yakama, einer seiner Hauptsiedlungsgründe und Fischgründe befand sich entlang des Palouse River in traditionellem Palus (Palouse)-Territorium (evtl. geerbt von seinem Vater), zudem beanspruchte er die Verhandlungsrechte über die bedeutenden Winátshapam Fischgründe der Sinpusqôisoh Band der Wenatchi; bedeutendster Häuptling der Lower Yakama/eigentl. Yakama, er vertrat speziell die Ansprüche der Lower Yakama/eigentl. Yakama und der Palus (Palouse) sowie der Sinpusqôisoh Band der Wenatchi – wurde jedoch als angeblicher Oberhäuptling auch als Vertreter der Klikatat/Klickitat sowie aller anderen im Vertrag genannter weiterer Stämme bzw. Bands seitens der Amerikaner betrachtet.[33]
- Skloom / Sklom: Bruder von Kamaiakin, war von Yakama-Palus-Abstammung; ein Häuptling der Lower Yakama/eigentl. Yakama und vertrat deren Ansprüche.
- Owhi / Áwχay: Bruder oder Schwager von Kamaiakin, war von Yakama-Palus-Abstammung; Häuptling der Upper Yakama/Kittitas, er vertrat die Ansprüche der Lower Yakama/eigentl. Yakama und der Upper Yakama/Kittitas.
- Te-cole-kun: Häuptling der Sinpusqôisoh Band der Wenatchi, wurde jedoch als Vertreter der Stämme der Wenatchi, Entiat und Chelan betrachtet, die oftmals unter dem Sammelbezeichnung P'squosa (eigentlich einer Verballhornung von Winátshapam, dem Namen eines wichtigen Fischgrundes aller dieser genannten Stämme) zusammengefasst wurden.
- La-hoom / Laxúmt: Häuptling der Entiat (vermutlich der Sinialkumuh Band entlang des Columbia zwischen dem Entiat und dem Wenatchee River, deren Gebiet an das der sprachlich-kulturell eng verwandten Wenatchi grenzte), wurde jedoch bei den Verhandlungen als Vertreter für die Ansprüche der Yakama – jedoch insbesondere für die Wenatchi betrachtet.
- Koo-lat-toose / Klaʼtúš (auch: Kah-lat-toose/Klah-toosh): ein Häuptling der Palus (Palouse), wurde gezwungen im Namen aller Palus (Palouse) deren Ansprüche im Vertrag zu vertreten.
- Schna-noo-as / Schanooa (auch: Skannowa/Sch-noo-a/Sonnewash): ein Häuptling der Wishram, vertrat zusammen mit Wish-och-knipits / Wiyašknípic und Ka-loo-as / Q'álwaš deren Ansprüche.
- Me-ni-nock / Manáynik: Häuptling der „Skin-pah/Sk’in-pa“ (auch: Sk'in oder Sawpaw Band), diese werden manchmal als eine Band der Tenino (Warm Springs) betrachtet.
- Shee-ah-cotte / Šiyakát: Häuptling der im Vertrag als „Kah-milt-pah“ bezeichneten Band, die wahrscheinlich identisch ist mit der sog. „Rock Creek Band“ / K'ami'lpu' Band, denn sein Heimatdorf Rock Creek (Qmiɫ) lag am Rock Creek, einem kleinen Nebenfluss des Columbia Rivers, inmitten ihres Territoriums, zudem hatte er Verwandte unter der Sk'in/Sawpaw Band und im Dorf Wálawitis nahe der heutigen CPD Maryhill, Washington, im Osten der Columbia River Gorge (die „Rock Creek Band“ / K'ami'lpu' Band war sprachlich-kulturell eng mit den entlang des Columbia River lebenden Tenino (Warm Springs) Bands, den Umatilla und der Sk'in/Sawpaw Band verwandt – alle zählten zu den Südliches Sahaptin oder Columbia River Sahaptin).[34]
- Sla-kish / Šláqʼiš (auch: Slockish): Häuptling der Klikatat/Klickitat, die allg. den Yakama zugerechnet werden.
- Elit Palmer / Ilaytp'á.ma (auch: Ilitp’áama): wurde als Vertreter der „Celilo Indians“ bezeichnet (diese könnten sowohl der Sk’in-pa/Sawpaw Band als auch der Wyam (Wayámɫáma) Band der Tenino/Warm Springs angehört haben), wurde mit verschiedenen Dörfern entlang des Columbia Rivers in Verbindung gebraucht: mit Náwawi, einer Siedlung der Umatilla nahe der heutigen Geisterstadt Alderdale in Washington, mit Sk'in der bedeutendsten Siedlung der Sk'in/Sawpaw Band und mit Wálawitis nahe der heutigen CPD Maryhill in Washington am Nordufer sowie mit Wayám, Oregon, am Südufer des Columbia River; da zu jener Zeit unter dem Begriff „Celilo Indians“ meist die Wyam (Wayámɫáma) Band der Tenino/Warm Springs bekannt war, dürfte er die Ansprüche dieser und der am gegenüberlebenden Ufer siedelnden Sk'in/Sawpaw Band vertreten haben.
- Tuck-quille / Takí.l (auch: Tah-kill / Tahkeal): Häuptling der Skin-pah/Sk’in-pa (auch: Sk'in oder Sawpaw Band), diese werden manchmal als eine Band der Tenino (Warm Springs) betrachtet.
- Wish-och-knipits / Wiyašknípic: Häuptling des Dorfes Wíshχam der Wishram, stammte jedoch aus dem Dorf Rock Creek (Qmiɫ) der „Rock Creek Band“ / K'ami'lpu' Band (im Vertrag als „Kah-milt-pah“ bezeichnet) und hatte zudem Verwandte unter der Sk'in/Sawpaw Band, vertrat zusammen mit Schna-noo-as / Schanooa und Ka-loo-as / Q'álwaš die Ansprüche der Wishram.[35]
- Ka-loo-as / Q'álwaš (auch: Colwas / Colwash): ein Häuptling der Wishram, vertrat zusammen mit Wish-och-knipits / Wiyašknípic und Schna-noo-as / Schanooa deren Ansprüche.

Die im Vertrag genannten
- Klinquit
- Shyiks
- Li-ay-was

wurden bei Vertragsabschluss nicht mittels eines Häuptlings vertreten und konnten bis heute nicht eindeutig identifiziert werden.
Von den ursprünglich 10,8 Millionen Acre Land blieben nur 1,3 Millionen. 1859 wurde die erste offizielle Indianeragentur eingerichtet. Sie unterhielt die Fort Simcoe Boarding School, wo man versuchte, den Yakama die amerikanische Kultur beizubringen. Die Muttersprache durften die Schüler nicht gebrauchen.

### Yakama-Krieg
Doch noch 1855, im Jahr des Vertragsabschlusses, kam es zu heftigen Auseinandersetzungen mit Goldschürfern, denen die Armee zur Seite stand. Zudem weigerten sich zahlreiche Yakama, ihr Gebiet zu räumen und ins Reservat zu ziehen. Am 9. November 1855 erschien eine Armee von 700 Soldaten, denen die Yakama bei Union Gap nur 300 Mann entgegensetzen konnten. Sie flohen, doch brannten die Soldaten die Missionsstation nieder, da sie die Missionare verdächtigten, mit den Yakama im Bund zu stehen. Während der Kämpfe hatten sich Lower und Upper Yakama zerstritten, denn die Upper Yakama erkannten Häuptling Kamiakin als Sohn eines Palouse nicht als Angehörigen ihres Stammes an. Besonders hatte der so genannte Wishman Tribe unter dem Krieg zu leiden. Sie hatten ihre Waffen freiwillig an den Kommandanten von Fort The Dalles abgegeben, doch wurden sie irrtümlicherweise von einer Armeeeinheit attackiert. Zwar versprach man Kompensationen, doch diese erfolgten nie.

### Konföderation, Assimilationsversuche

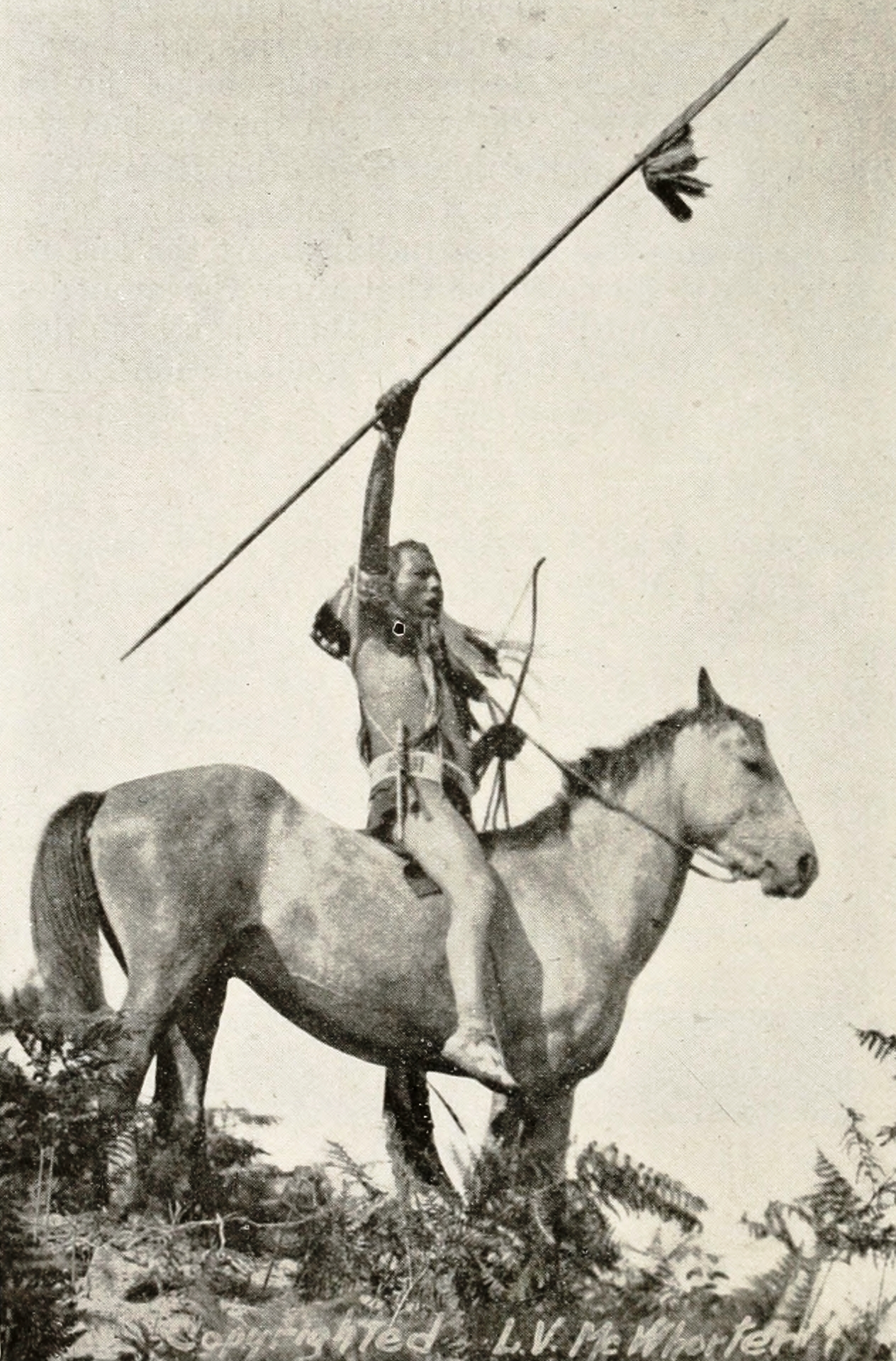
Yakamakrieger, ca. 1913, fotografiert von Lucullus V. McWhorter

Mit der Ratifizierung des Vertrages von Walla Walla durch den Kongress im Jahr 1859 wurden beide Yakama-Stämme zu Teilen der Confederated Tribes of the Yakima Indian Reservation of Washington. Diese Konföderation wuchs ab 1867 stark an, als die Klickitat aus dem Willamette-Tal weißen Siedlern weichen mussten. Ihr Häuptling White Swan (auch Joe Stwire genannt) führte die Konföderation.

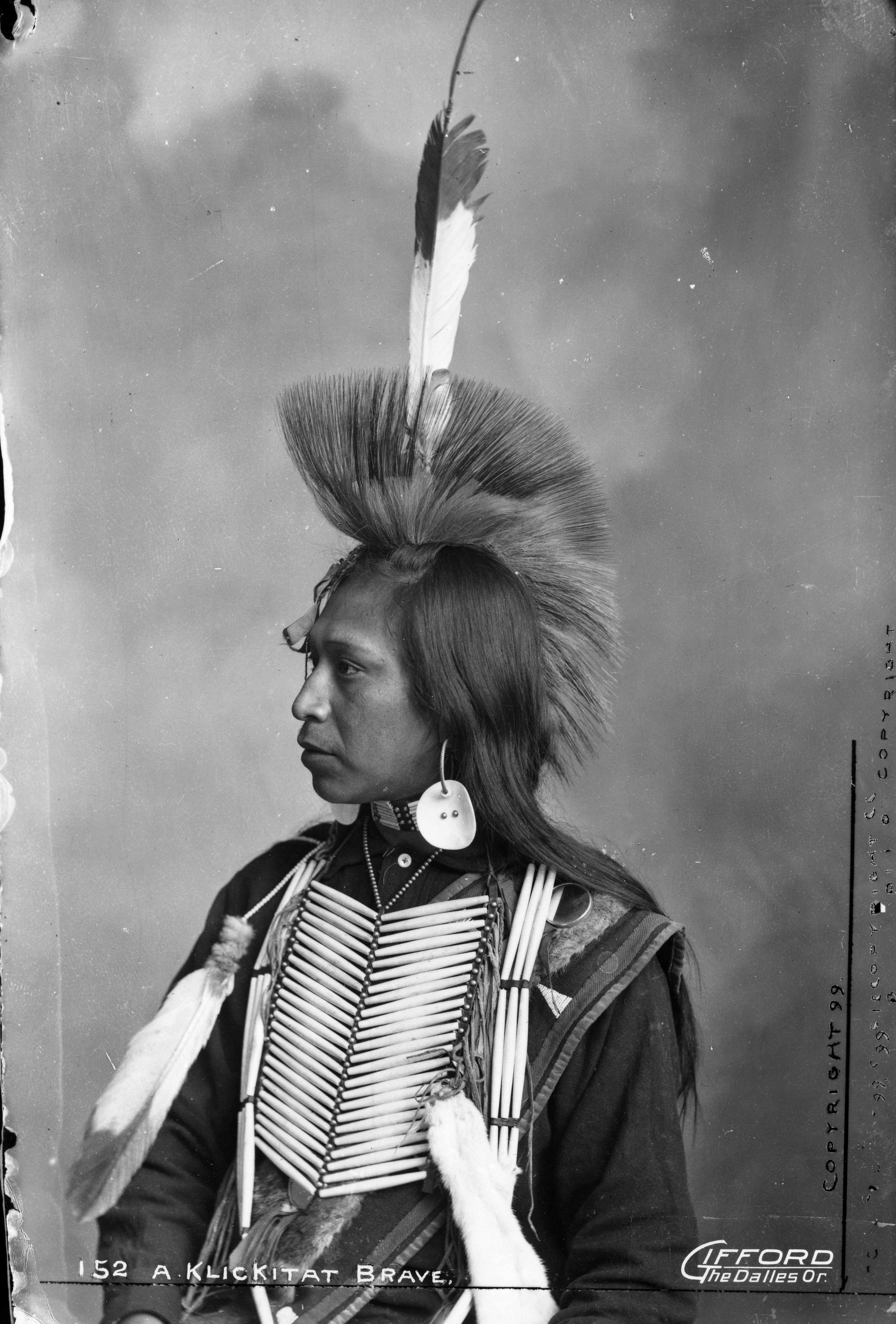
Klickitat, Benjamin A. Gifford 1899

Währenddessen war Reverend James (Father) Wilbur seit 1864 missionarisch tätig. Seine Vorgehensweise galt den protestantischen Siedlern geradezu als Modell der Indianerpolitik. Als Methodist geriet er mit den Katholiken der Simcoe Agency in Konflikt, die schon länger unter den Yakama warben, und auch die Yakama waren mit seiner „Pflug- und Bibelpolitik“ nicht einverstanden. Weiter verkompliziert wurde die Situation dadurch, dass infolge des Bannock-Paiute-Kriegs von 1878 rund 540 Paiute in das Yakama-Reservat kamen. Sie verließen jedoch bereits Anfang der 1880er Jahre wieder das Reservat.
1891 entstand ein Damm am Yakima River, der der Bewässerung diente. Weitere Siedler kamen in die Region und es kam häufig zu Streitigkeiten um Landrechte und um die Fischerei. Zugleich wurde das Land privatisiert und als allotment Stück für Stück ausgegeben. Zwischen 1892 und 1915 entstanden so 4.506 Grundstücke. 1914 waren bereits 440.000 der 1.238.000 Acre privatisiert.
1906 etablierte die US-Regierung ein Schulsystem analog zum kanadischen Residential School System. Die Traditionalisten unter den Yakama wehrten sich dagegen, und mutmaßten, als während des Ersten Weltkriegs auch junge Männer ihres Stammes eingezogen wurden, dies geschehe, um ihren Stamm endgültig zu vernichten.
1920 begann die American Christian Missionary Society mit ihrer Missionsarbeit und erwarb dazu ein Gelände bei White Swan. 1988 kauften die Yakima das Gelände zurück.

### Reorganisation, Stammesrat, Landansprüche
Die schlechten Erfahrungen und Misstrauen führten bei den Yakima dazu, dass sie sich erst ein Jahr nach dem Indian Reorganization Act von 1934 zu organisieren begannen.
1944 errichtete die Konföderation in Anerkennung der vierzehn Unterzeichner des Vertrags von Walla Walla einen Stammesrat mit 14 Beratern, die vom General Membership Council gewählt wurden, dem allgemeinen Rat aller Stammesangehörigen. Alle in der Stammesrolle eingetragenen Mitglieder der Yakama, die mindestens 18 Jahre alt sind, können durch Heben der rechten Hand ihr Votum ablegen.

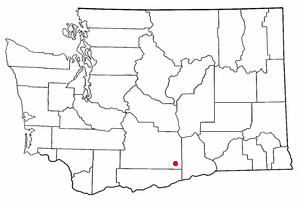
Mabton im Süden Washingtons

Am 21. Juni erhob die Konföderation Anspruch auf Land, das an das Reservat angrenzte, vor allem auf Tract A im Mabton-Gebiet. Zwar lehnte die Indian Claims Commission dies ab, doch erkannte sie die Grenzlinie des Reservats an, die 1885 festgelegt worden war. Um diese Grenzlinie kam es immer wieder zu Auseinandersetzungen, zumal die Karte, die dem Vertrag von 1855 zugrunde lag bis 1930 verschollen war. Dennoch erkannte man 18.094,42 Acre als weitere Reservatsfläche an. Ein kleines Gebiet, das der Northern Pacific Railroad gehörte (425,32 Acre) wurde dem Stamm zurückgegeben, der Rest war jedoch im Besitz von Siedlern. 1900 kamen weitere 293.837 Acre zum Reservat. 1953 schätzte man den Wert dieser Gebiete für das Jahr 1904 auf 69.119,28 Dollar. Mehrfach erhielt der Stamm nun Kompensationen für verkaufte Gebiete. So erhielt er 1980 genau 1.390.306,11 Dollar. Insgesamt wurden 1975 noch 1.118.149,04 Acre ihres Gebiets in Trust gehalten.

### Rückholung der natürlichen und kulturellen Ressourcen
Am 9. Juni 1980 eröffnete das Yakama Nation Museum, eines der ältesten Museen der indigenen Völker in den USA, und zugleich ein Kulturzentrum. Das Reservat wird inzwischen von über 9.000 Indianern bewohnt, doch ist die Zahl der Bewohner des Reservats erheblich höher.
1981 initiierte der Stamm das Yakama Nation Wildlife Program zusammen mit dem Yakama Nation Fisheries Program. Hierbei ging es einerseits um Erhalt und Wiederherstellung der natürlichen Umgebung und damit der Grundlagen ihrer Kultur, andererseits darum, mit diesen Programmen Arbeitsplätze zu schaffen. Da die Aufgaben anwuchsen, benannte man das Programm in Yakama Nation Wildlife, Range, & Vegetation Resources Management Program um. Eine Reihe von Biologen arbeitet für das Projekt, aber auch ein Archäologe. Nicht-Stammesmitglieder können zu Jagdzwecken eine Genehmigung erwerben, allerdings unter strengen Auflagen. Dabei unterliegen das Upper und das Lower Toppenish Creek Wildlife Reserve (Tribal Game Refuge) einem strikten Jagdverbot. Dazu kommt ein Wildpferdprogramm, das weit über 4.000 Wildpferde innerhalb des Reservats schützt, und einen gewissen Teil zum Verkauf anbietet.
Seit 1981 gibt es auch wieder Bisons im Reservat, und aus der anfänglich nur 12 Tiere umfassenden Herde sind wieder 200 geworden. Damit kehrt ein erheblicher Teil der rund 150 traditionellen Verwendungszwecke zwischen Medizin, Ernährung und Ritual zurück. Alle Projekte arbeiten mit Kindern und Jugendlichen zusammen und bemühen sich um Ausbildung in diesen Bereichen. Dazu kommt eine Zusammenarbeit mit der University of Washington in der medizinischen Ausbildung.
1984 zählte die Konföderation 6.853 Mitglieder. Sie wehrte sich gegen die Verfrachtung nuklearer Abfälle aus dem Nuklearkomplex Hanford und die Verringerung ihrer vertraglich zugesicherten Fischereirechte.
Über die eigene Bisonherde hinaus wurde den Yakama 2006 das Recht zugesprochen, nördlich des Yellowstone-Nationalparks in Teilen der Absaroka-Beartooth Wilderness wieder Büffel zu jagen.

## Aktuelle Situation

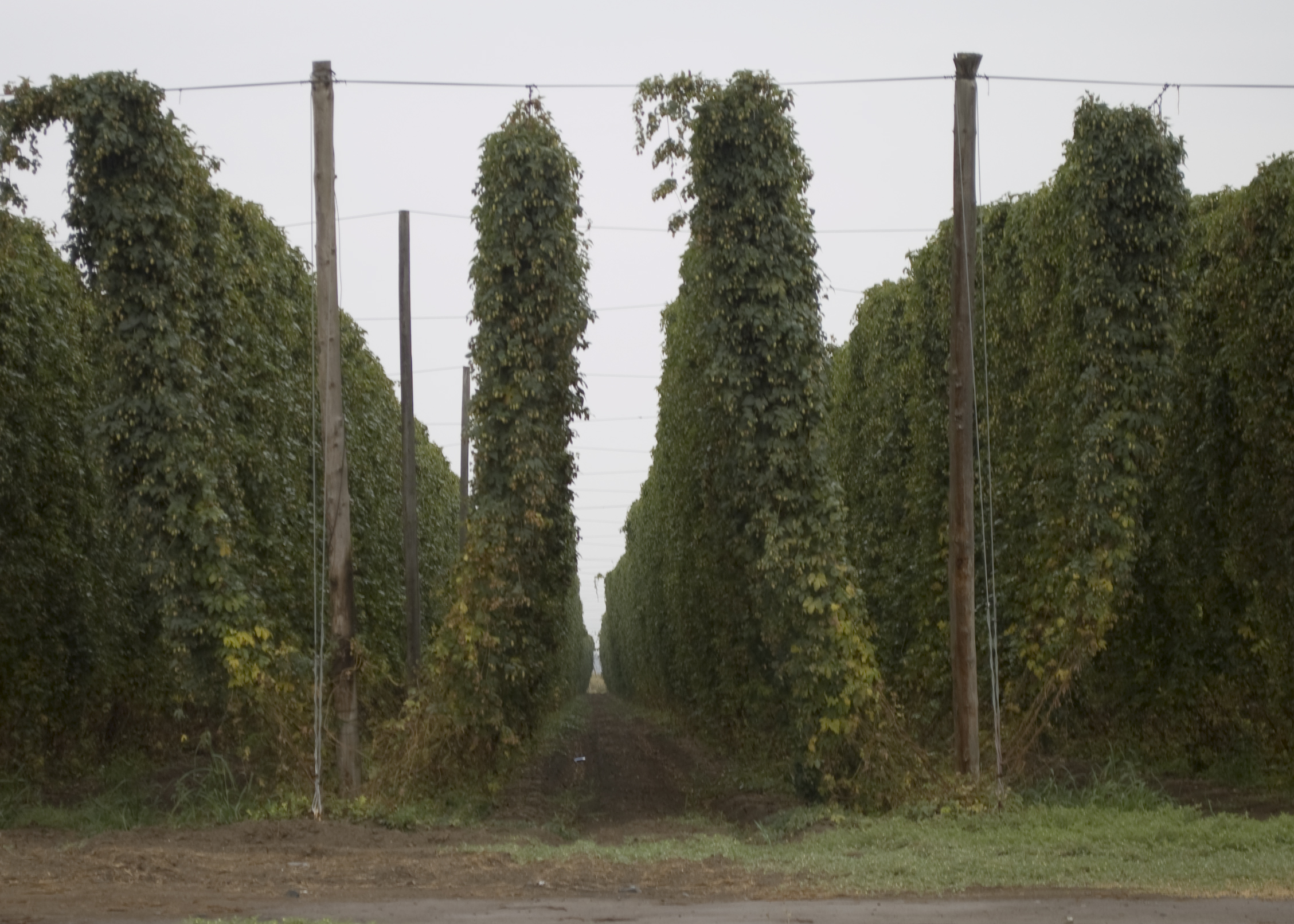
Hopfen in der Yakama-Reservation

Bereits in den 70er Jahren baute der Stamm eine Holzindustrie auf. Eine Möbelfabrik entstand, die den Namen Mount Adams trug. Auch ein Bewässerungsprojekt, das Wapato Project, wurde durchgeführt, das heute 150.000 Acre Land mit Wasser versorgt, davon 90.000 auf Indianerland. Auf 2,7 Millionen Acre wird Viehzucht betrieben, hinzu kommt der Anbau von Hopfen.
Seit 1998 betreibt die Konföderation ein Kasino bei Toppenish unweit von Yakima, das Legends Casino. Es beschäftigte 2008 rund 600 Mitarbeiter, davon über 450 Yakama.
Seit 2007 untersucht Yakama Power, das Energieunternehmen des Stammes, die Windgeschwindigkeiten innerhalb des Reservats, um angesichts der hohen Energiepreise eigenen Strom erzeugen zu können.
Vom 22. bis 24. Januar 2008 fand das alljährliche Treffen der 54 Affiliated Tribes of Northwest Indians in Portland statt. Dabei versammeln sich Stämme aus Idaho, Washington, Montana, Nord-Kalifornien und Südost-Alaska.
Der Direktor (principal) der im Reservat befindlichen Toppenish High School Trevor Greene, ein Angehöriger der Muscogee, erhielt 2012 eine hohe Auszeichnung des Bundesstaats für seine innovative Schulleitung und wurde zum National High School Principal of the Year gewählt.